# Vauxhall Firenza
Vauxhall Firenza – samochód sportowy klasy kompaktowej produkowany pod brytyjską marką Vauxhall w latach 1971 – 1975.

## Historia i opis modelu

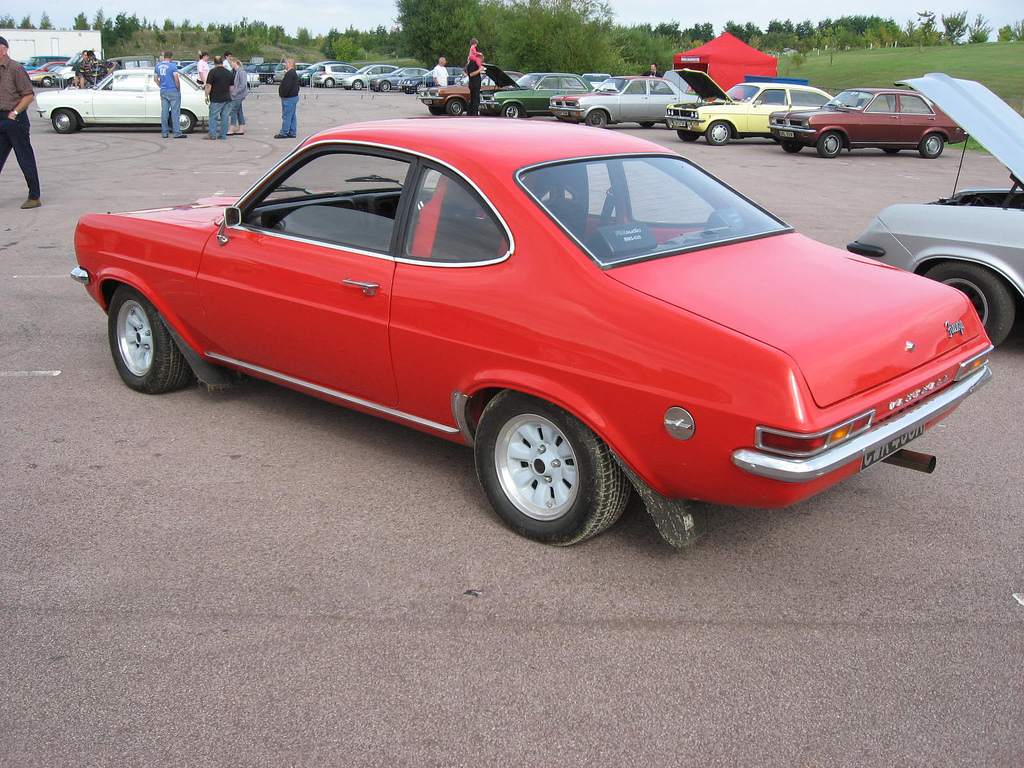
Vauxhall Firenza - tył

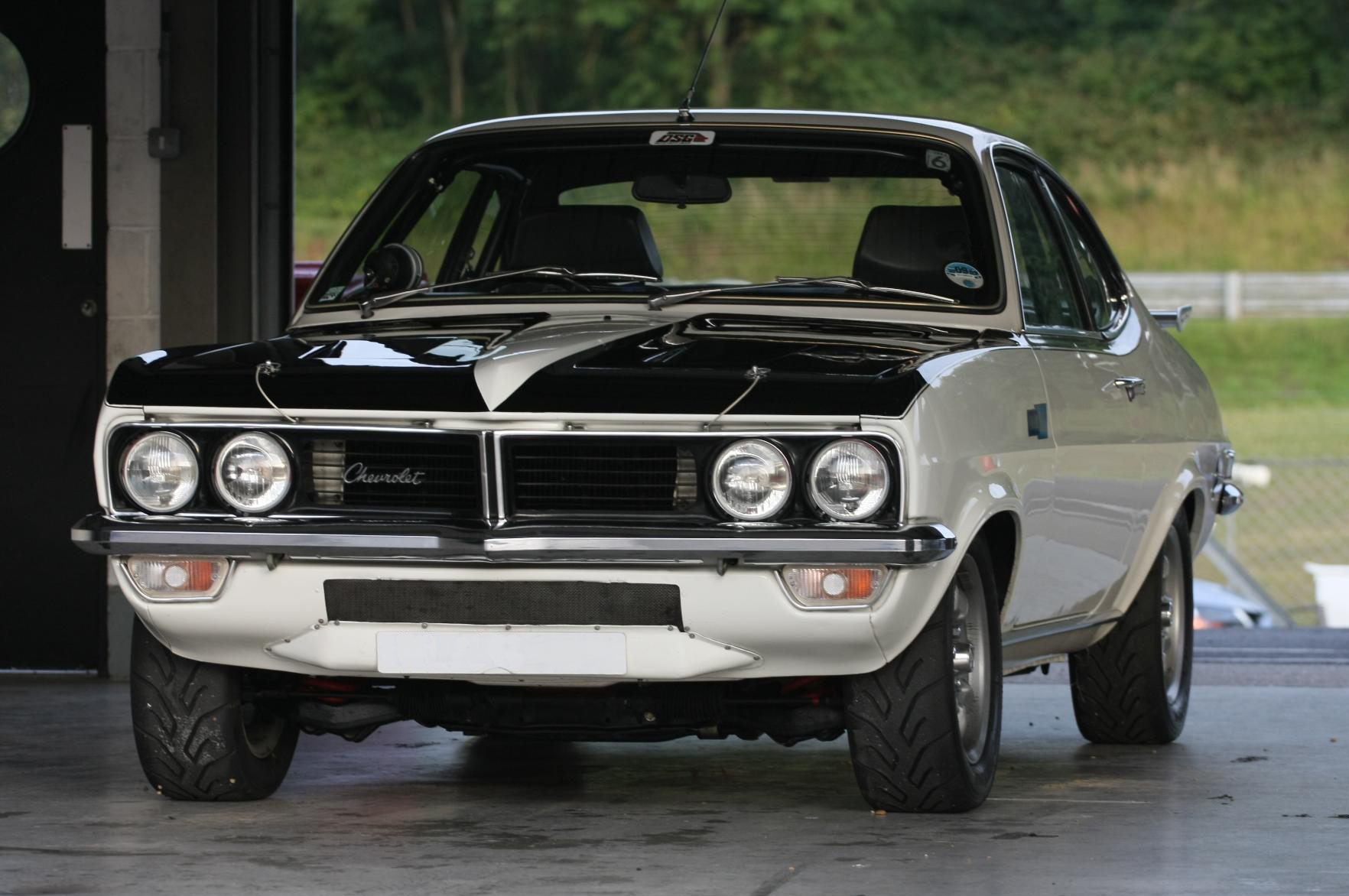
południowoafrykański Chevrolet Firenza

Model Firenza pojawił się w sprzedaży w 1971 roku jako niewielki samochód sportowy skonstruowany na bazie kompaktowego modelu Viva, de facto będąc jego dwuosobową odmianą i zarazem odpowiedzią na Forda Capri.
Vauxhall Firenza charakteryzował się stosunkowo niewielką kabiną pasażerską, przy podłużnej przedniej oraz tylnej bryle nadwozia. Bagażnik utrzymano w charakterystycznym, nieznacznie nachylonym kształcie nawiązującym do pojazdów typu fastback.
Przednionapędowa Firenza oferowana była na Wyspach Brytyjskich wyłącznie z benzynowymi, czterocylindrowymi rzędowymi jednostkami napędowymi montowanymi z przodu.

### Południowa Afryka
Równolegle z wariantem marki Vauxhall, Firenza była produkowana i sprzedawana także w Południowej Afryce pod marką Chevrolet jako Chevrolet Firenza. Poza innymi oznaczeniami producenta, samochód wyróżniał się także dodatkowymi wariantami wyposażenia, na czele z topowym Can Am napędzanym pochodzącym z modelu Camaro silnikiem V8 o pojemności 5 litrów.
Firenza zniknęła z południowoafrykańskiego rynku w 1975 roku na rzecz innego modelu opartego na bazie Vauxhalla Viva o nazwie Chevrolet 1300.

### Silniki
- L4 1.2l
- L4 1.6l
- L4 1.8l
- L4 2.0l
- L4 2.2l